# Gmina związkowa Bad Sobernheim
Gmina związkowa Bad Sobernheim (niem. Verbandsgemeinde Bad Sobernheim) − dawna gmina związkowa w Niemczech, w kraju związkowym Nadrenia-Palatynat, w powiecie Bad Kreuznach. Siedziba gminy związkowej znajdowała się w mieście Bad Sobernheim. 1 stycznia 2020 gmina związkowa została połączona z gminą związkową Meisenheim tworząc nową gminę związkową Nahe-Glan.

## Podział administracyjny
Gmina związkowa zrzeszała 19 gmin, w tym jedną gminę miejską (Stadt) oraz 18 gmin wiejskich:
1. Auen
2. Bad Sobernheim, miasto
3. Bärweiler
4. Daubach
5. Ippenschied
6. Kirschroth
7. Langenthal
8. Lauschied
9. Martinstein
10. Meddersheim
11. Merxheim
12. Monzingen
13. Nußbaum
14. Odernheim am Glan
15. Rehbach
16. Seesbach
17. Staudernheim
18. Weiler bei Monzingen
19. Winterburg